# Słodki ptak młodości (film 1962)
Słodki ptak młodości (ang. Sweet Bird of Youth) – amerykański dramat filmowy z 1962 roku w reżyserii Richarda Brooksa, zrealizowany na podstawie sztuki Tennessee Williamsa. Zdjęcia kręcono w Malibu.

## Zarys fabuły
Chance Wayne, hollywoodzki aktorzyna, powraca do rodzinnej miejscowości z ekskrólową kina, Alexandrą Del Lago, która ma go wprowadzić w świat show-biznesu. Tu spotyka Heavenly, dziewczynę, którą opuścił, gdy spodziewała się jego dziecka.

## Obsada
- Paul Newman jako Chance Wayne
- Geraldine Page jako Alexandra Del Lago
- Shirley Knight jako Heavenly Finley
- Ed Begley jako Tom Finley
- Rip Torn jako Tom Finley Jr.

## Nagrody
Film przyniósł Oscara odtwórcy roli drugoplanowej, Edowi Begleyowi, a także dwie nominacje: dla Geraldine Page (odtwórczyni głównej roli) i dla Shirley Knight (rola drugoplanowa).